# Quilen
Quilen är en kommun i departementet Pas-de-Calais i regionen Hauts-de-France i norra Frankrike. Kommunen ligger i kantonen Hucqueliers som tillhör arrondissementet Montreuil. År 2022 hade Quilen 65 invånare.

## Befolkningsutveckling
Antalet invånare i kommunen Quilen
| Referens: INSEE |